# Vasiliki Vougiouka
Vasiliki Vougiouka (greacă Βασιλική Βουγιούκα; n. 20 iunie 1986) este o scrimeră greacă specializată pe sabie.

## Carieră
Vougiouka a început să practice scrima la vârsta de 14 ani, primul la floretă, apoi la sabie din 2005. Este pregătita de antrenorul român Gabriel Duția.
În anul 2010 a cucerit medalia de aur la Budapesta, aducând Greciei prima victoria din istoria la o etapă de Cupă Mondială de Scrimă. În sezonul 2011–2012, a câștigat medalia de aur la etapa de Cupă Mondială de la Londra și la Grand Prix-ul de la Tianjin. La Campionatul European din 2012 de la Legnano a ajuns în finala, unde a fost învinsă de ucraineanca Olha Harlan, și s-a mulțumit de argintul.
A participat la Jocurile Olimpice de la Londra. În tabloul de 16 și-a rupt doi dinți când și-a ciocnit masca cu cea a polonezei Aleksandra Socha. Apoi a întâlnit-o în sferturile de finală pe sud-coreeana Kim Ji-yeon, dar abia putea să mai respire pentru că, din cauza durerii, trebuia să-și ține gura închisă. A pierdut cu scorul 12–15 și s-a clasat pe locul cinci. A încheiat sezonul pe locul cinci în clasamentul FIE. Datorită performanței ei olimpică a fost desemnată cea mai bună sportivă  greacă a anului de către presa sportivă din această țară.
În sezonul 2012–2013 a luat medalii de bronz la etapa de Cupă Mondială de la Antalya și la Grand Prix-ul de la Moscova. La Zagreb a cucerit argintul european pentru al doilea an la rând, pierzând din nou cu Olha Harlan. La Campionatul Mondial de la Budapesta, s-a oprit în sferturile de finală, cedând în fața italienei Irene Vecchi.
În sezonul 2013–2014 a cucerit o medalie de bronz la etapa de Cupă Mondială de la Bolzano și o medalie de argint la Grand Prix-ul de la Moscova. La Campionatul European de la Strasbourg a fost învinsă în semifinală de rusoaica Ekaterina Diacenko și a rămas cu bronzul. La Campionatul Mondial de la Kazan a pierdut la limită cu rusoaica Iana Egorian în sferturile de finală. A încheiat sezonul pe locul patru, cel mai bună poziție al carierei.
Vougiouka a absolvit la Universitatea Națională Kapodistriană din Atena, fiind specializată în odontologie.

## Legături externe
Materiale media legate de Vasiliki Vougiouka la Wikimedia Commons
- Prezentare Arhivat în 24 septembrie 2015, la Wayback Machine. la Confederația Europeană de Scrimă